# Sterculia glauca
Sterculia glauca är en malvaväxtart som beskrevs av Alwyn Howard Gentry. Sterculia glauca ingår i släktet Sterculia och familjen malvaväxter. Inga underarter finns listade i Catalogue of Life.